# Kirby Morgan Dive Systems
Kirby Morgan Dive Systems Inc. ist ein US-amerikanisches Unternehmen mit Sitz in Santa Barbara, Kalifornien, das Tauchausrüstungen, vor allem Taucherhelme und Vollmasken, herstellt.
Das Unternehmen wurde 1966 von Bob Kirby und Bev Morgan gegründet. Morgan, ein Berufstaucher, hatte bereits ab 1949 in geringer Stückzahl Vollgesichtsmasken hergestellt. Auch Kirby war ab Anfang der 1950er Jahre auf diesem Gebiet tätig. Er gab seinen Geschäftsanteil 1967 an Morgan ab.
1965 konstruierten sie ihre ersten beiden Taucherhelmmodelle, noch nach konventionellem Muster aus Kupfer. Während das erste Modell, der KMAH-1 (Kirby Morgan Commercial Air Helmet) den Taucher mit Pressluft versorgte und sich insofern wenig von anderen, bereits am Markt befindlichen Modellen unterschied, war das zweite Modell, der KMHeH-2 (Kirby Morgan Commercial Helium Helmet) mit Rebreather-Technik ausgestattet und war auch für Sättigungstauchgänge tauglich.
Die heute produzierten Kirby-Morgan-Helme (aktuelles Modell: SuperLite-17B) bestehen aus GFK. Sie liegen durch innenliegende Polster am Kopf des Tauchers an und haben nur eine Sichtscheibe nach vorne. Der Taucher trägt einen Gummikragen, der von einem Verschlussring umgeben ist. Hierauf rastet der Helm ein und wird mit einem Spannverschluss fixiert. Dieses gewährleistet, dass der Taucher seinen Kopf drehen kann und erheblich beweglicher ist. Die Entwicklung derartiger Helme begann unmittelbar nach der Unternehmensgründung und wurde bis heute über viele Zwischenstufen zu ihrem vorläufigen Endpunkt geführt.
Die größere Beweglichkeit ermöglichte es dem Taucher, sich nicht nur gehend, sondern auch wie ein Sporttaucher schwimmend fortzubewegen, ohne auf die größere Sicherheit einer für die Unterwasserarbeit zweckmäßigeren schweren Tauchausrüstung zu verzichten. Zudem wurden auch andere Nachteile des traditionellen Taucherhelms beseitigt: Hier strömte die Atemluft nämlich, oft recht lautstark, in der Regel an der Hinterseite in den Helm und vermischte sich mit der Ausatemluft des Tauchers. Dadurch hatte die Luft im Helm stets einen etwas höheren Anteil von Kohlendioxid, was die Arbeit unter Wasser noch anstrengender machte, als sie ohnehin schon war. In einem Kirby-Morgan-Helm atmet der Taucher die Luft aus einer innenliegenden Maske aus Silikon, die Mund und Nase umschließt. Davor sitzt ein Atemregler. Dadurch strömt auch die Ausatemluft direkt wieder ab, sodass die Anreicherung von Kohlendioxid nicht vorkommt. Zudem kann der Taucher durch eine entsprechende Vorrichtung bequem einen Druckausgleich ausführen.
Für die Arbeit in verschmutztem Wasser kann der Helm auch direkt mit einem Trockentauchanzug verbunden werden, was zwar die Beweglichkeit einschränkt, aber den Taucher völlig vor dem Kontakt mit dem Wasser schützt.
Die Vollgesichtsmasken (aktuelles Modell: Kirby Morgan Band Mask 28) haben eine ähnliche Konstruktionsweise, liegen jedoch entweder am Gesichtsrand des Tauchers an oder werden als Haube über den Kopf gezogen, wobei dann der vordere Teil wiederum aus glasfaserverstärktem Kunststoff besteht und ebenfalls über eine Innenmaske für Mund und Nase mit davorliegendem Atemreglern verfügt. Die letztgenannten Modelle heben dadurch die Grenze zwischen Taucherhelm und Vollgesichtsmaske auf.
Kirby Morgan hat dadurch eine führende Position am Markt für professionelle Tauchausrüstung erreicht; das von der Firma entwickelte Prinzip stellt inzwischen den Standard im Berufstauchen dar.